# 青木正重
青木 正重（あおき まさしげ）は、安土桃山時代から江戸時代前期にかけての武将。官位は従五位下・駿河守。

## 略歴
小寺則頼の子として誕生した。
母方の伯父である青木一重の養子となり、豊臣秀吉政権時代には一重の所領（飛び地）である伊予国周布郡の代官を務めた。
慶長19年（1614年）、従五位下駿河守に叙任された。同年の大坂冬の陣に養父に従い豊臣方として参加した。翌慶長20年（1615年）の大坂夏の陣では、京で徳川方に拘束されていた一重の代わりに、青木軍の指揮を執った。
戦後は一旦所領に潜伏したが、一重は徳川家に赦免され、初代麻田藩主となった。正重は夏の陣で大坂方として最後まで戦った経歴もあってか廃嫡され、代わって従弟にあたる重兼が養子に迎えられ嫡子となった。廃嫡後は剃髪して小寺道伯を名乗り、摂津国の牧庄に隠棲したが、寛永年間には小寺宮内右衛門を名乗って新田開発や年貢決定など麻田藩政に関わり、一重の跡を継いだ重兼の補佐をしている。
寛文4年（1664年）、死去。享年84。